# 兰德陨石坑
兰德陨石坑（Lander）是月球背面南半球一座古老的大撞击坑，约形成于酒海纪，其名称取自前英国探险家理查德·莱蒙·兰德（1804年-1834年），1976年被国际天文学联合会正式批准接受。

## 描述

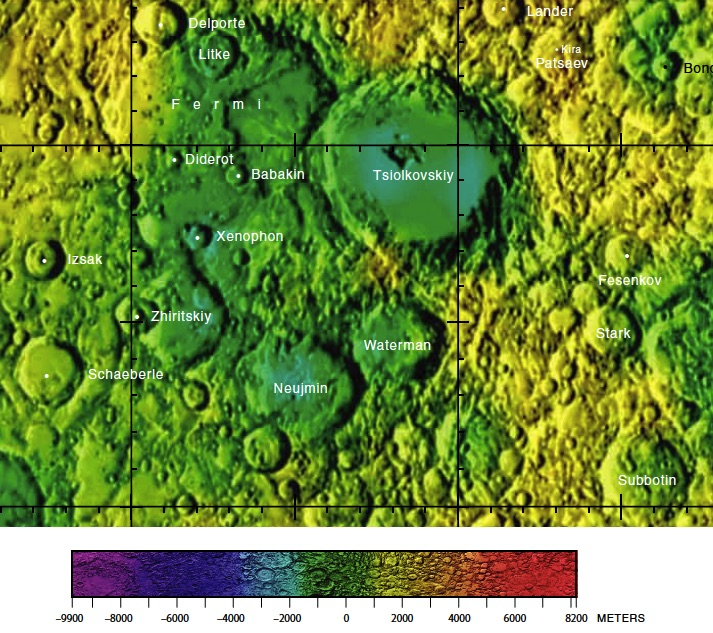
兰德陨石坑的周边，月球背面详图。

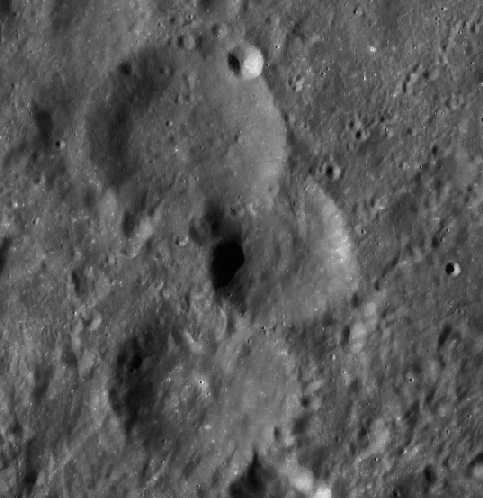
月球勘测轨道飞行器拍摄，从下到上分别是兰德陨石坑、卫星坑沃尔科夫 J和沃尔科夫陨石坑。

该陨坑位西北毗邻多布罗沃斯基陨石坑；北面靠近沃尔科夫陨石坑；帕特萨耶夫环形山位于它的东南；而西南则横亘着巨大的齐奥尔科夫斯基环形山。该陨坑的中心月面坐标为15°18′S 131°48′E / 15.3°S 131.8°E，直径40.1公里，深度为2.2公里。
兰德陨石坑外观大体呈圆形，但已严重侵蚀和磨损，其边缘因后续的撞击以及可能来自齐奥尔科夫斯基环形山或其它陨坑溅射物的堆积而变得模糊难辨。它的西北侧坑壁附靠着卫星坑沃尔科夫 J，而东南壁则连接了卫星坑兰德 K；陨坑内侧壁宽厚，其中东侧壁坡面较为和缓。坑壁平均高出周边地形1030米，内部容积约有1200立方千米。碗状的坑底相对平坦，表面分布着一些较小的隆起区域。沿兰德陨坑的坑底和坑壁点缀有数座细小的月坑。

## 卫星陨石坑
按惯例，最靠近兰德陨石坑的卫星坑在月图上以字母标注在该坑中心点的旁边。

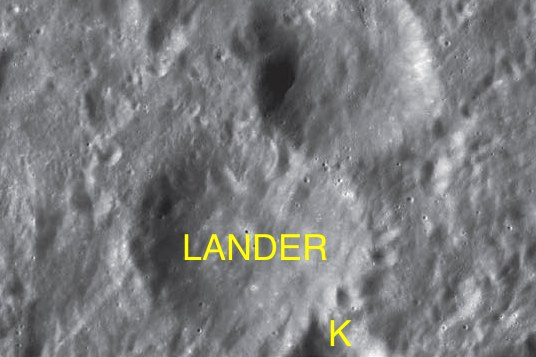
LAC-84 月图

| 兰德 | 纬度    | 经度     | 直径    |
| ---- | ------- | -------- | ------- |
| K    | 16.2° S | 132.2° E | 23 公里 |

## 另请参阅
- Andersson, L. E.; Whitaker, E. A. . NASA RP-1097. 1982.
- Blue, Jennifer. . USGS. July 25, 2007  [2007-08-05]. （原始内容存档于2018-12-25）.
- Bussey, B.; Spudis, P. . New York: Cambridge University Press. 2004. ISBN 978-0-521-81528-4.
- Cocks, Elijah E.; Cocks, Josiah C. . Tudor Publishers. 1995. ISBN 978-0-936389-27-1.
- McDowell, Jonathan. . Jonathan's Space Report. July 15, 2007  [2007-10-24]. （原始内容存档于2018-12-25）.
- Menzel, D. H.; Minnaert, M.; Levin, B.; Dollfus, A.; Bell, B. . Space Science Reviews. 1971, 12 (2): 136–186. Bibcode:1971SSRv...12..136M. doi:10.1007/BF00171763.
- Moore, Patrick. . Sterling Publishing Co. 2001. ISBN 978-0-304-35469-6.
- Price, Fred W. . Cambridge University Press. 1988. ISBN 978-0-521-33500-3.
- Rükl, Antonín. . Kalmbach Books. 1990. ISBN 978-0-913135-17-4.
- Webb, Rev. T. W.  6th revised. Dover. 1962. ISBN 978-0-486-20917-3.
- Whitaker, Ewen A. . Cambridge University Press. 1999. ISBN 978-0-521-62248-6.
- Wlasuk, Peter T. . Springer. 2000. ISBN 978-1-85233-193-1.